# Улаховщинское
Улахо́вщинское (бел. Улахо́ўшчынскае) — озеро в Чашникском районе Витебской области Белоруссии. Относится к бассейну реки Усвейка. Располагается приблизительно в 19 км к юго-востоку от города Чашники и в 0,8 км к северо-востоку от деревни Соболи.
Площадь поверхности составляет 0,02 км². Длина озера — 0,23 км, наибольшая ширина — 0,13 км. Длина береговой линии — 0,6 км.
Берега возвышенные, песчаные, поросшие редколесьем и кустарником. Озёра Улаховщинское и Святое связаны длинной узкой протокой.